# Xenotriphleba dentistylata
Xenotriphleba dentistylata är en tvåvingeart som beskrevs av William Russel Buck 1997. Xenotriphleba dentistylata ingår i släktet Xenotriphleba och familjen puckelflugor.
Artens utbredningsområde är Tyskland. Inga underarter finns listade i Catalogue of Life.